# Grudge Records
Grudge Records fue un sello discográfico australiano subsidiario de Universal Music Australia que jugó un importante papel en la promoción de bandas de rock australiano como Grinspoon, Skunkhour y Powderfinger.

## Grudgefest
Grudgefest fue un festival benéfico abierto a todos los públicos que tuvo lugar en el Prince Alfred Park de Sídney el 27 de septiembre de 1997 y que organizaron Universal Music Australia y Grudge Records. Los artistas que intervinieron fueron Bush, Veruca Salt, Bloodhound Gang y Grinspoon, entre otros. El evento convocó a más de 20.000 personas y la recaudación fue destinada a la ayuda para la gente sin hogar de Australia.

## Artistas asociados
Durante los años que el sello estuvo activo publicó material para bandas como Beasts of Bourbon, Cactus Child, The Clouds, The Cruel Sea, Dave Graney 'n' the Coral Snakes, Grinspoon, H-Block 101, Killer Dwarfs (Stand Tall), Sean Ikin, Tex Perkins, Powderfinger, The Screaming Jets, Spiderbait, Skunkhour o Tumbleweed.